# Emma Ekenman-Fernis
Emma Ekenman-Fernis er kvindelig svensk håndboldspiller, der spiller i IK Sävehof. Hun spiller også på det svenske A-landshold. Hun debuterede på A-landsholdet, ved to træningskampe Polen i oktober 2016.